# Vilamar Damasceno
Vilamar Damasceno (?, 1946 - Fortaleza, 4 de outubro de 1989) foi um cantor, compositor e musicista do Ceará. Nasceu, viveu e morreu no Ceará.

## Carreira
A maioria dos sucessos de Vilamar Damasceno foi composta na década de 1960 e lançados em compactos simples ou duplos, com 2 ou 4 músicas. As músicas de maior sucesso eram remasterizadas ou reunidas num Long Play. Cantava e tocava violão. Sua voz e estilo foram comparados com os de Altemar Dutra. Fez sucesso em diversas rádios, como Ceará Rádio Clube, Rádio Iracema de Fortaleza e Rádio Uirapuru de Fortaleza, e também na televisão.
Em 1986, estava na miséria. Foi acolhido por um jornalista e foi internado na Clínica de Psiquiatria São Gerardo, em Fortaleza. Faleceu em 1989, aos 43 anos, de cirrose.

## Vida pessoal
Foi casado com Dona Niza, com quem teve cinco filhos.[carece de fontes?]

## Discografia
1987 - LP "Adeus ao Trovador"
1976 - LP "Vilamar Damasceno", da Gravadora Beverly (Catálogo: AMCLP 5354). Lista de faixas a seguir:
| N.º | Título                  | Compositor(es)                         | Duração |  |
| 1.  | "A Causadora"           | Reumar Barbosa, Vilamar Damasceno      |         |  |
| 2.  | "Não Adianta Acordo"    | Reumar Barbosa, J. Pinto, Walmir Lima  |         |  |
| 3.  | "Ela Sofre a Mesma Dor" | Reumar Barbosa                         |         |  |
| 4.  | "Voltei"                | Reumar Barbosa, Vilamar Damasceno      |         |  |
| 5.  | "Onde Andarás"          | Reumar Barbosa                         |         |  |
| 6.  | "Pobre de Mim"          | Reumar Barbosa                         |         |  |
| 7.  | "Canto Pra Não Chorar"  | Menezes de Carvalho, Vilamar Damasceno |         |  |
| 8.  | "Sombras"               | Olavo Barros, Vilamar Damasceno        |         |  |
| 9.  | "Triste a Vagar"        | Reumar Barbosa                         |         |  |
| 10. | "Um Alguém Que Lhe Ama" | Reumar Barbosa                         |         |  |
| 11. | "Mulher de Calçada"     | Reumar Barbosa, J. Mendonça, J. Pinto  |         |  |
| 12. | "Não Me Abandones"      | Olavo Barros                           |         |  |

## Homenagens
- 2014 - O deputado Ferreira Aragão (PDT) propõe a criação de um “Café Cultural” e de um museu no prédio do Colégio Jesus Maria José, com o propósito de preservar a história de nomes cearenses em esquecimento, como Vilamar Damasceno.[8]
- 1991 - Uma artéria da cidade de Fortaleza foi batizada com seu nome, conforme Lei n° 06953-91.[9][10]